# Oliwka (roślina)

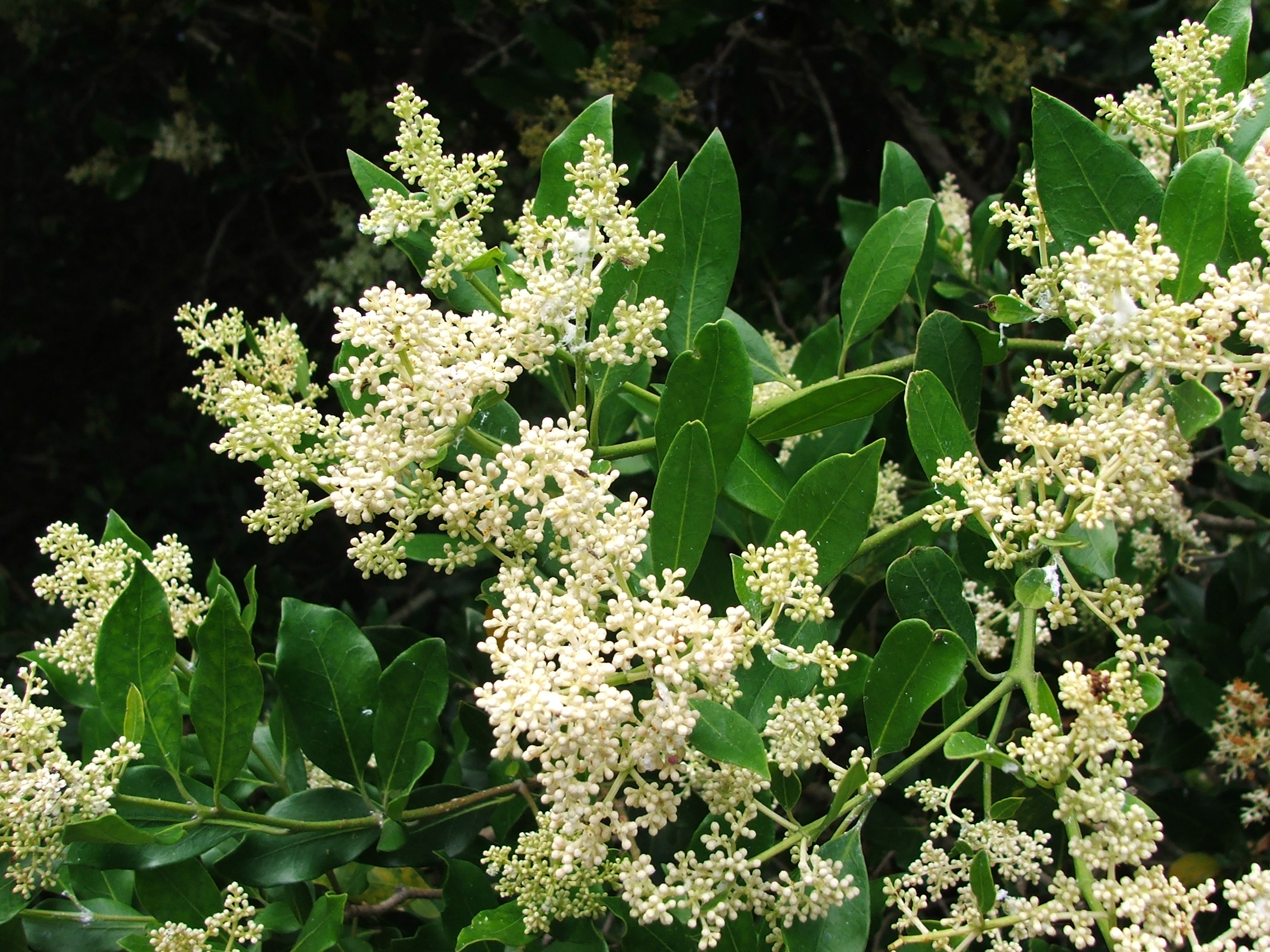
Kwitnąca gałąź Olea capensis

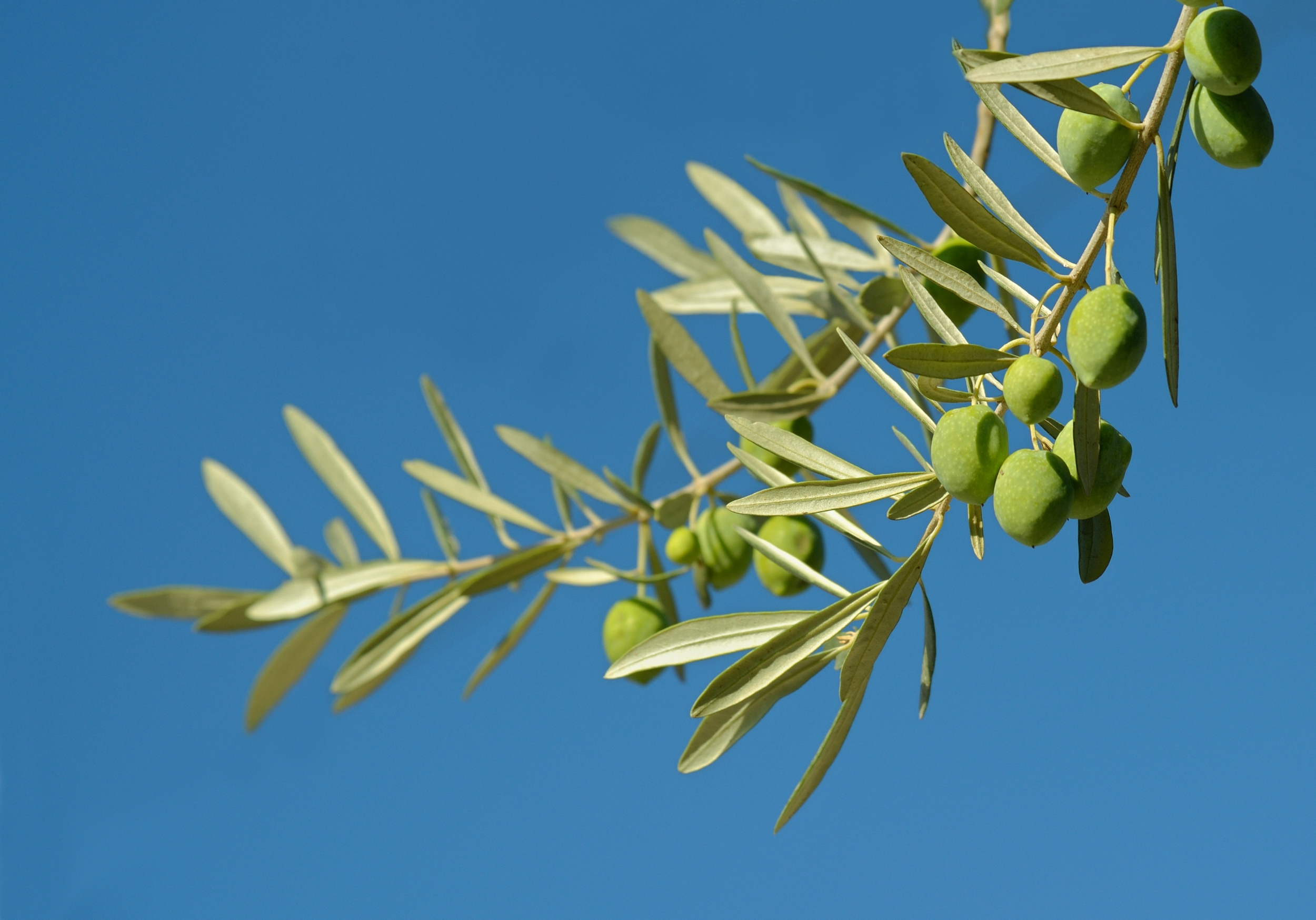
Owoce oliwki europejskiej

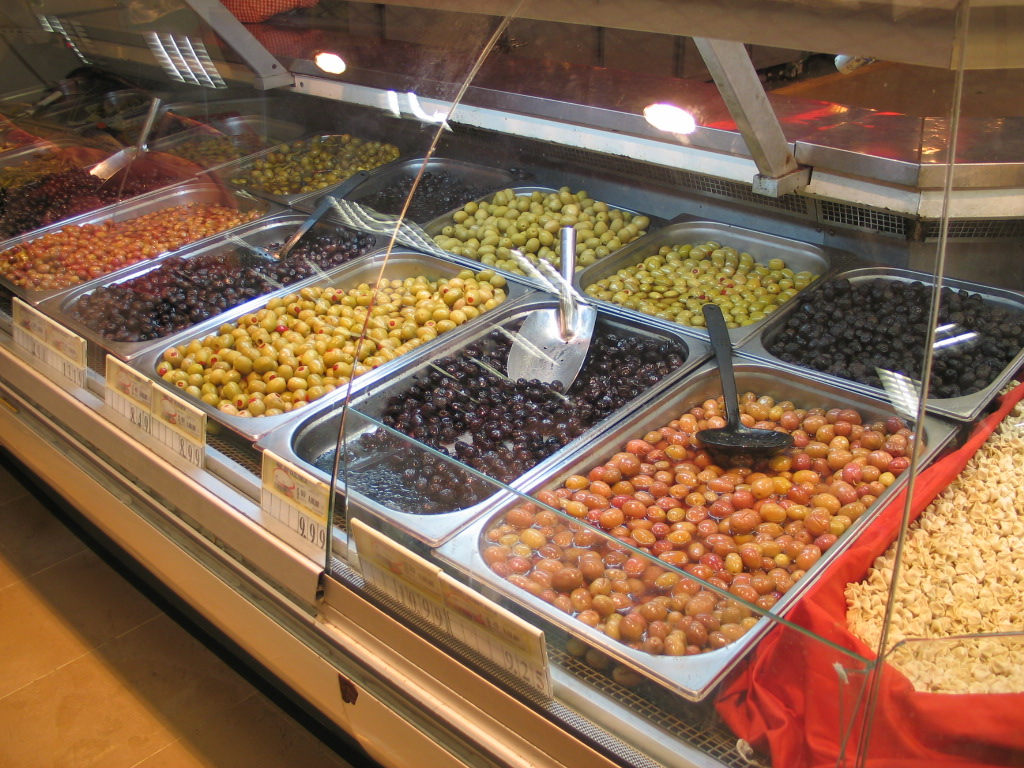
Oliwki marynowane na tureckim targu

Oliwka (Olea L.) – rodzaj drzew należący do rodziny oliwkowatych. Zalicza się do niego 12 gatunków, choć dawniej dzielono rodzaj nawet na ponad 30 gatunków. Są to zimozielone drzewa i krzewy. Rosną w strefie międzyzwrotnikowej i w ciepłym klimacie umiarkowanym południowej Europy, Afryki, południowej Azji i Australii. Największe znaczenie użytkowe ma oliwka europejska, z której owoców pozyskuje się oliwę. Gatunek ten i kilka innych z rodzaju (O. capensis, O. welwitschii) dostarcza cenionego, bardzo twardego drewna (zaliczane są one do tzw. drzew żelaznych).

## Morfologia
PokrójKrzewy i drzewa osiągające ok. 15 m wysokości, często cierniste, z pozakwiatowymi miodnikami.
LiścieZimozielone, naprzeciwległe, ogonkowe, eliptyczne, całobrzegie, rzadziej ząbkowane lub piłkowane.
KwiatyDrobne, jedno- lub obupłciowe, zebrane w wiechy, grona lub baldachy, wyrastające szczytowo lub w kątach liści. Kielich jest dzwonkowaty, składa się z 4 działek trójkątnych lub jajowatych, często orzęsionych. Płatki korony są cztery i u nasady zrastają się w krótką rurkę, rozpostarte łatki są kapturkowate, krótsze lub dłuższe od rurki, białawe lub zielonkawe. Pręciki są dwa (rzadko cztery) schowane w rurce korony, o nitkach krótkich lub całkiem zredukowanych, o pylnikach jajowatych, eliptycznych lub kulistawych. Zalążnia jest górna i dwukomorowa, w każdej komorze rozwijają się dwa zalążki. Szyjka słupka jest krótka, a czasem jej brak. Znamię jest główkowate lub dwudzielne.
OwocePestkowce ze zwykle pojedynczym nasionem okrytym twardym endokarpem.

## Systematyka
Pozycja systematyczna
Rodzaj z rodziny oliwkowatych (Oleaceae Hoffmanns. & Link), a w jej obrębie z plemienia Oleeae.
Wykaz gatunków
- Olea capensis L.
- Olea capitellata Ridl.
- Olea chimanimani Kupicha
- Olea europaea L. – oliwka europejska
- Olea exasperata Jacq.
- Olea lancea Lam.
- Olea luzonica Kiew
- Olea paniculata R.Br.
- Olea puberula Ridl.
- Olea schliebenii Knobl.
- Olea welwitschii (Knobl.) Gilg & G.Schellenb.
- Olea woodiana Knobl.

## Zastosowanie
Roślina uprawna: w basenie Morza Śródziemnego uprawiana jest od kilku tysiącleci oliwka europejska (Olea europaea). Z owoców i nasion produkowany jest olej jadalny – oliwa. Owoce po uprzednim odpowiednim spreparowaniu nadają się do spożycia. Są bogate w związki mineralne, przede wszystkim fosfor, potas i żelazo, a także witaminy z grupy B, prowitaminę A, oraz witaminę C i E. Należą do owoców wyjątkowo wysokokalorycznych, 100 g zawiera ok. 150 kcal (zależy to jeszcze od gatunku oliwek). Jedna mała (ok. 3 g) oliwka to 3–4 kcal. Oliwki zielone i czarne pochodzą z tych samych roślin. O kolorze decyduje etap dojrzewania owoców, na którym zostają zerwane (zielone zbierane są wcześniej). Główni eksporterzy: Hiszpania, Włochy, Grecja.

## Obecność w kulturze i symbolice
W powszechnej tradycji oliwka symbolizuje pokój i pojednanie (gałązka oliwna) oraz zwycięstwo, chwałę, honor, dumę, wolność, bezpieczeństwo, prawdę, sprawiedliwość, mądrość, rozum, oczyszczenie, miłosierdzie.
Odgrywała dużą rolę w sztuce i wierzeniach narodów śródziemnomorskich.